# Celeste A. Wallander

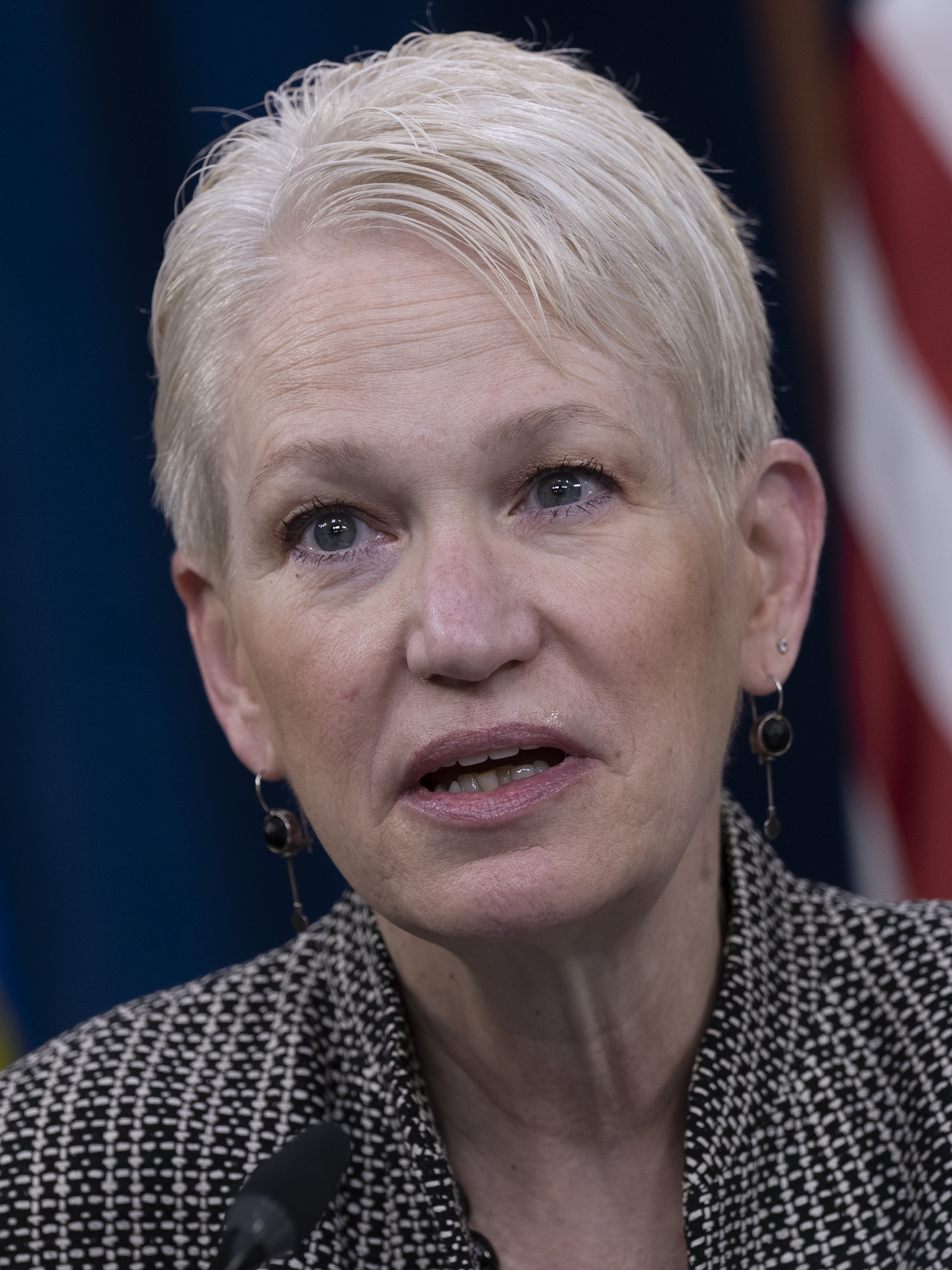
Celeste A. Wallander (2022)

Celeste Ann Wallander (* 20. Mai 1961) ist eine US-amerikanische Politikwissenschaftlerin. Im Februar 2022 wurde ihre Berufung zur Staatssekretärin für Internationale Sicherheitsfragen im US-Verteidigungsministerium (assistant secretary of defense for international security affairs) vom Senat bestätigt.

## Ausbildung
Wallander graduierte 1983 mit einem B.A. summa cum laude in Politikwissenschaft an der Northwestern University. Ihre weiteren Abschlüsse: M.A. (1985), Master of Philosophy (M.Phil.) (1986) und Ph.D. (1990), ebenfalls in Politikwissenschaft, machte sie an der Yale University.

## Beruf
Wallander lehrte als Professor an der Harvard University (1989–2000), war senior fellow beim Council on Foreign Relations (2000–2001), Direktor und senior fellow des Russland- und Eurasia-Programms am Center for Strategic and International Studies (2001–2006) sowie Gastprofessorin an der Georgetown University (2006–2008). Wallander ist die Gründerin des Forschungsprogramms Neue Zugänge zur Sicherheit Russlands (New Approaches to Russian Security) und des Eurasian Strategy-Projekts, die beide am Institute for European, Russian and Eurasian Studies  der George Washington University angesiedelt sind. Von 2009 bis 2013 lehrte sie als Professorin an der School of International Service der American University und Direktor des dortigen M.A.-Programms Global Governance, Politics, and Security. 2012/13 war sie Transatlantic Fellow des German Marshall Fund.
Unter Präsident Barack Obama, den sie schon im Wahlkampf beraten hatte, war Wallander von 2013 bis 2017 special assistant des Präsidenten und Referentin für Russland und Eurasien im United States National Security Council. Von 2009 bis 2012 war sie erstmals im Verteidigungsministerium als deputy assistant secretary of defense for Russia/Ukraine/Eurasia tätig. Nach dem Ausscheiden aus der Regierung war sie Präsident und CEO der U.S.-Russia Foundation (gegründet 2008).
Im Juni 2021 nominierte Präsident Joe Biden sie als Assistant Secretary of Defense for International Security Affairs im United States Department of Defense. Ihre Bestätigung durch den US-Senat wurde zunächst durch Senator Josh Hawley aufgehalten, fand dann aber am 16. Februar 2022 mit überwältigender Mehrheit (83:13) statt.

## Werke
- (Hrsg.) The sources of Russian foreign policy after the Cold War Boulder, Colo.: Westview Press 1996
- Mortal friends, best enemies: German-Russian cooperation after the Cold War Ithaca, NY : Cornell University Press, 1999, ISBN 978-0-8014-8608-1
- (Hrsg.) Imperfect unions: security institutions over time and space Oxford; New York: Clarendon Press 1999
- (Hrsg.) Swords and sustenance: the economics of security in Belarus and Ukraine Cambridge, MA: American Academy of Arts and Sciences: MIT Press 2004